# 플루오린화 리튬
플루오린화 리튬(Lithium fluoride)은 LiF의 화학식을 가진 무기 화합물이다. 실온에서 고체 상태로 존재한다. 화합물의 구조는 염화 나트륨과 비슷하다. 주로 용융염의 구성 성분으로 사용된다.